# Koniuchy (obwód wołyński)
Koniuchy (ukr. Конюхи) – wieś na Ukrainie, w obwodzie wołyńskim, w rejonie włodzimierskim. W 2001 roku liczyła 779 mieszkańców.
Do 2020 w rejonie łokackim. 

## Zamek, pałac
- Pałac w Koniuchach - według legendy we wsi znajdował się zamek obronny zbudowany z drewna modrzewiowego przez Stefana Czarnieckiego (1599-1665) herbu Łodzia, który został zniszczony w XVIII w. W 1722 r. Michał Potocki, od 1726 r. gubernator Wołynia, wybudował kolejny zamek w stylu barokowym, który był otoczony ziemnymi wałami o wysokości 50 m. Wokół zamku znajdowały cztery bastiony. Forteca była również chroniona przez głębokie fosy wypełnione wodą. Pod zamkiem znajdowały się duże lochy, w którym można było ukryć się przed wrogami. Pod koniec XVIII w. Antoni Rudziński (1754-1821) herbu Prus III, syn Eustachii Elżbiety Potockiej herbu Pilawa (1720-1781)[4], na miejscu zrujnowanego zamku zbudował parterowy klasyczny pałac, kryty dachem dwuspadowym, z piętrowym portykiem od frontu z czterema kolumnami podtrzymującymi fronton, z lukarnami na bocznych skrzydłach. Pałac posiadał imponujące wyposażenie, m.in.  kolekcję naczyń z porcelany z cenną zastawą chińską dla 60 osób. Ciekawym  meblem z pałacowego wyposażenia była stara kołyska, przypominająca ogromne jajko. W pałacu znajdowały się biura, sypialnie, pokoje, w których często przyjmowano gości. Wszystkie pokoje były wygodne i stylowo umeblowane. Dom był używany przez cały rok, ponieważ w pokojach znajdowały się klasyczne kominki. Pałac otaczał duży park z alejkami, w którym rosło wiele drzew ozdobnych, w tym: grab, lipa, świerk, topola i kwiatów. Najciekawszym elementem architektury była brama, ocalała po drugim zamku. Jej wysokość wynosiła około 10 m (1939 r.). Na bramie znajdowała się  marmurowa płyta z łacińskim napisem. Pałac spłonął w 1918 r.[1]